# Paracrias strieris
Paracrias strieris är en stekelart som beskrevs av Christer Hansson 2002. Paracrias strieris ingår i släktet Paracrias och familjen finglanssteklar.
Artens utbredningsområde är Costa Rica. Inga underarter finns listade i Catalogue of Life.